# Jardín Botánico Monte Tomah
El Jardín Botánico Monte Tomah ( en inglés : Mount Tomah Botanic Garden también conocido como Blue Mountains Botanic Garden Mount Tomah) es un jardín público y arboreto de 28 hectáreas aproximadamente a 100 km al oeste de Sídney en las Montañas Azules.
El jardín toma su nombre de la montaña en la cual está situado. Los dueños originales de la tierra eran los aborígenes Darug, y el significado aborigen de la palabra 'Tomah' es referente de "helecho arborescente". 
Es miembro del BGCI, y presenta trabajos para la Agenda Internacional para la Conservación en los Jardines Botánicos.
El código de identificación internacional del "Mount Tomah Botanic Garden" como miembro del "Botanic Gardens Conservation Internacional" (BGCI), así como las siglas de su herbario es NSW.

## Localización e información

Puya berteroniana en el Jardín Botánico Monte Tomah

El jardín botánico se ubica en la cima de un pico de basalto en el interior del parque de las Greater Blue Mountains (Grandes Montañas Azules) incluidas en la lista del Patrimonio Mundial.
Mount Tomah Botanic Garden Bells Line of Road, Mount Tomah New South Wales 2144, Australia.
Planos y vistas satelitales.33°32′20.76″S 150°25′21.36″E / -33.5391000, 150.4226000
El jardín botánico está abierto todos los días del año.
- Promedio Anual de Lluvias : 1600 mm
- Altitud: 1000.00 m s. n. m.

## Historia
En 1804 el naturalista y el explorador George Caley fue el primer europeo en visitar la colina del helecho arborescente, ahora Mounth Tomah. En el año 1823 Archibald Bell, con guías aborígenes, encontró la ruta a través de las montañas azules norteñas ahora conocida como « Bells Line of Road. ». La misma ruta la siguió, más adelante, ese mismo año el botánico Allan Cunningham (superintendente de los jardines botánicos en Sídney 1837-1838). 
La primera concesión de tierra en el área fue efectuada en 1830 a nombre de Susannah Bowen. La finca fue utilizada posteriormente para la industria láctea y los prados de las laderas para pastos para el ganado. Tres serrerías también trabajaron en localizaciones separadas, utilizando "Coachwood" (Ceratopetalum apetalum), "Sassafras" (Doryphora sassafras) y "Brown Barrel" (Eucalyptus fastigata). Estas especies todavía dominan las secciones de la selva tropical de la montaña. 
A partir del 1934 la finca ahora ocupada por un jardín fue adquirida por el horticultor oriundo francés Alfred Brunet y su esposa australiana Effie. La explotaron como granja de producción de flor cortada, para suministrar a los floristas de Sídney, especializándose en bulbos y otras plantas de climas frescos. A principios de los años 60 los Brunets propusieron que su tierra en el monte Tomah fuera donada para convertirse en un anexo del Real Jardín Botánico de Sídney. Presentaron la tierra para el jardín en 1972. Con los fondos del estado dedicados al Bicentenario de Australia y de la Commonwealth para el desarrollo, el jardín se abrió al público el 1 de noviembre de 1987. 
Desde el año 1993 el jardín ha incluido 186 hectáreas de arbolado y de regueras de piedra arenisca que se mantendrán como área de conservación de la flora autóctona. En el 2011 el nombre del jardín fue cambiado al de "Blue Mountains Botanic Garden Mount Tomah". 

## Colecciones botánicas
El jardín está a 1000 m sobre el nivel del mar, y se especializa en plantas de clima fresco del hemisferio Sur que no crecerían bien en las condiciones más cálidas de Sídney.
El jardín alberga 5265 taxones de plantas en cultivo. Se encuentran distribuidas como : 
- Colección de flora australiana de plantas silvestres que representan el 20 % del total. Con sassafras (Doryphora), Hedycarya y Eucalyptus fastigata.
- Jardín del pantano colgante, este jardín muestra un tipo especial de hábitat del humedal - el "pantano colgante". El colgante adquiere forma en las laderas y los bordes del acantilado en depresiones con drenaje pobre. El agua que filtra a través la tierra se coge en las capas de piedra arenisca y de pizarra, creando las condiciones húmedas convenientes para los helechos y los musgos, que alternadamente atrapan el sedimento y las hojas para crear un rico ecosistema de humedal.
- Exhibición sobre los aborígenes Darug, esta exhibición interpretativa informa a los visitantes sobre el paisaje cultural del pueblo aborigen Darug y celebra el pasado, las asociaciones presentes y futuras de Darug en el monte Tomah y otros lugares aborígenes en la región. La exhibición abarca un número de muestras situadas en los lugares significativos del jardín. Las muestras están complementadas por unos párrafos de Suzanne Kenney en los que cuenta una historia aborigen de los Darug.
- La selva, tomando un agradable paseo por un sendero a través de selva tropical azul de las montañas, sobre nosotros lo altos árboles "sassafras" y bajo ellos los verdes helechos. La selva es un bloque de 33 hectáreas de selva tropical templada adyacente al jardín botánico de Monte Tomah, con un trayecto accesible nombrado en honor de señora (Nancy) Fairfax AO, OBE.
- Colección de Rhododendron, este grupo de plantas incluye los representantes de todos los subgrupos principales de este género extremadamente grande y variado. La colección de especies está complementada por una gran variedad de híbridos de rhododendron, algunos plantados por los Brunets, que florecen espectacularmente en primavera.
- Colección de coníferas, este grupo de plantas prospera muy bien en el jardín botánico de las montañas azules. Los Brunets plantaron muchas especies raras de coníferas en su jardín privado y se están agregando esta colección nuevas especies para crear una exhibición comprensiva con los representantes de la mayoría de los géneros. Un área separada exhibe los cultivares de coníferas, seleccionados por las características hortícolas deseables tales como forma de la planta, forma del crecimiento y color del follaje.
- Plantas de climas fríos procedentes del Hemisferio Sur, el Monte Tomah provee de condiciones ideales del desarrollo vegetal en un ambiente fresco, neblinoso y húmedo. Esta sección del jardín exhibe una colección de diversas especies que representen tanto las especies de Gondwana como del hemisferio meridional. Las plantas de Australia, países suramericanos tales como Chile y Perú, Nueva Zelandia, Nueva Caledonia y África.
- Rocalla, este jardín se ha diseñado para proporcionar una variedad de hábitat para las comunidades de plantas de zonas rocosas en todo el mundo. El material de construcción principal es basalto local, con una sección construida de la piedra caliza para las plantas calcio-tolerantes. El jardín también incluye una serie de cascadas y de charcas. Las plantas en el jardín se distribuyen principalmente en grupos geográficos. Las plantaciones especiales incluyen especies alpinas de morrenas, un pantano de sphagnum, las plantas adaptadas a la piedra caliza y las plantas acuáticas.
- Jardín de la residencia, reconvertido como ejemplo del ajardinando doméstico moderno, las características de esta zona son un césped impecable de combinación perfecta de hierba del centeno y de festuca con especímenes de hermosos árboles de aliso. El césped está enmarcado por borduras de plantas anuales mezcladas informalmente con una selección de plantas de jardín familiares y de plantas más raras de regiones templadas de todo el mundo. El contexto del jardín es un panorama magnífico de los paisajes agrestes de las montañas azules norteñas. La terraza del césped está cercana al centro de visitantes.
- Plantas de climas fríos del Hemisferio Norte, ofrece toda una gama de árboles de hoja perenne y de hojas caducas de Norteamérica, seleccionados para su representación geográfica, ecológica y hortícola. Esta exhibición provee de una oportunidad excelente para la educación y la interpretación, una exhibición espectacular del color en otoño.
- Colección de Proteaceae, en la que se incluyen plantas de los géneros, waratah, banksia, grevillea y protea. Su distribución refleja un origen en el antiguo supercontinente meridional de Gondwana, por lo menos hace 100 millones de años y se representa en todas las tierras emergidas continentales del hemisferio meridional, con algunas extensiones en el hemisferio norte y las islas del Pacífico.
- Una hectárea de plantas del bosque lluvioso.

Además hay unas 128 hectáreas adicionales de tierra dedicada a la conservación. 
Los jardines están administrados por el Botanic Gardens Trust, una división del Departamento de Medio ambiente y Cambio Climático de Nueva Gales del Sur (New South Wales Department of Environment and Climate Change).

## Actividades
En este centro se despliegan una serie de actividades a lo largo de todo el año:
- Programas de conservación
- Programas de conservación « Ex Situ »
- Biotecnología
- Ecología
- Conservación de Ecosistemas
- Programas educativos
- Etnobotánica
- Exploración
- Horticultura
- Restauración Ecológica
- Sistemática y Taxonomía
- Sostenibilidad
- Index Seminum
- Exhibiciones de plantas especiales
- Sociedad de amigos del botánico
- Cursos para el público en general